# Bedornter Kurzflügler
Der Bedornte	Kurzflügler (Platystethus arenarius) ist ein Käfer aus der Familie der Kurzflügler (Staphylinidae). 

## Merkmale
Die Käfer erreichen eine Körperlänge von 2,8 bis 5 Millimetern und haben einen schwarz gefärbten Körper. Der Halsschild besitzt eine tiefe Furche, der Suturalwinkel der Deckflügel ist abgerundet. Gelegentlich sind die Deckflügel braungelb gefärbt. 

## Vorkommen und Lebensweise
Die Art kommt in der gesamten Paläarktis, auch im hohen Norden vor. Man findet die Art vom Flachland bis in Lagen von über 2000 Metern. Die Tiere besiedeln frischen Rinder- und Schafsmist, faulende Pflanzenteile und auch Schlamm an Gewässerufern. Sie sind überall sehr häufig und schwärmen häufig als Imagines.